# Beverly Hills (Florida)
Beverly Hills è un census-designated place (CDP) degli Stati Uniti d'America, nella contea di Citrus.